# 广东铁路有限公司
广东铁路有限公司，是中国铁路广州局集团控股的合资铁路运输企业，主要管辖广东省和江西省内的广茂铁路、广梅汕铁路以及赣韶铁路等铁路线。
公司成立于2021年2月，总部位于原三茂铁路公司的物业三茂大酒店20层，而其酒店部分于2014年交由迎商酒店管理运营。

## 历史沿革
1987年5月28日，广东省三茂铁路总公司成立，公司受广东省人民政府领导，委托广州铁路局进行管理，实行广东省特殊政策、自主经营的管理体制，负责三茂铁路三水至腰古段和云浮硫铁矿支线的经营管理以及筹集资金继续修建腰古至茂名段的铁路。
1988年10月8日，广东省广梅汕铁路总公司成立，公司为广东省属国有企业，委托广州铁路局代管，负责广梅汕铁路的筹资、建路和还贷工作。
1991年5月4日，三茂铁路全线通车，三茂铁路是中国首条由地方筹集资金建设的铁路干线。
1993年2月8日，广州铁路局改为广州铁路（集团）公司，三茂铁路总公司、广梅汕铁路总公司改由广铁集团管理。
1995年12月28日，广梅汕铁路全线开通运营，广梅汕铁路是粤东地区第一条干线铁路。
1996年12月28日，广东省三茂铁路总公司进行股份制改革，改制为广东三茂铁路股份有限公司。
1998年9月22日，广东省广梅汕铁路总公司改制为广梅汕铁路有限责任公司。
2004年2月29日，广铁集团决定原由羊城铁路总公司管辖的广三铁路交由广东三茂铁路股份有限公司管辖，原广三铁路和三茂铁路正式合并為广茂铁路。同时中华人民共和国铁道部将广茂铁路由二级线路调整为一级线路，全線由廣州—三水、三水—腰古、腰古—茂名三段分期建成。
2009年8月4日，赣韶铁路有限公司揭牌仪式在韶关举行。
2014年9月30日，赣韶铁路正式开通运营，赣韶铁路是京广和京九铁路联络线，其开通结束了江西省大余县、广东省南雄市、始兴县、仁化县等4县市不通铁路的历史。
2015年11月，广梅汕铁路公司汕头车辆段（汕段）撤销，广梅汕铁路公司东莞东客运段并入广深铁路公司广九客运段。三茂铁路公司三水机务段（三段）撤销，肇庆客运段并入广深铁路公司广州客运段。
2021年2月9日，广东铁路有限公司正式成立。6月30日，广东铁路有限公司吸收合并原广东三茂铁路股份有限公司、广梅汕铁路有限责任公司以及赣韶铁路有限公司等单位资产及业务。
2022年6月27日，龙川机务段段部搬迁至汕头，更名为汕头机务段。

## 管辖范围
广东铁路有限公司共管辖线路1,254km：

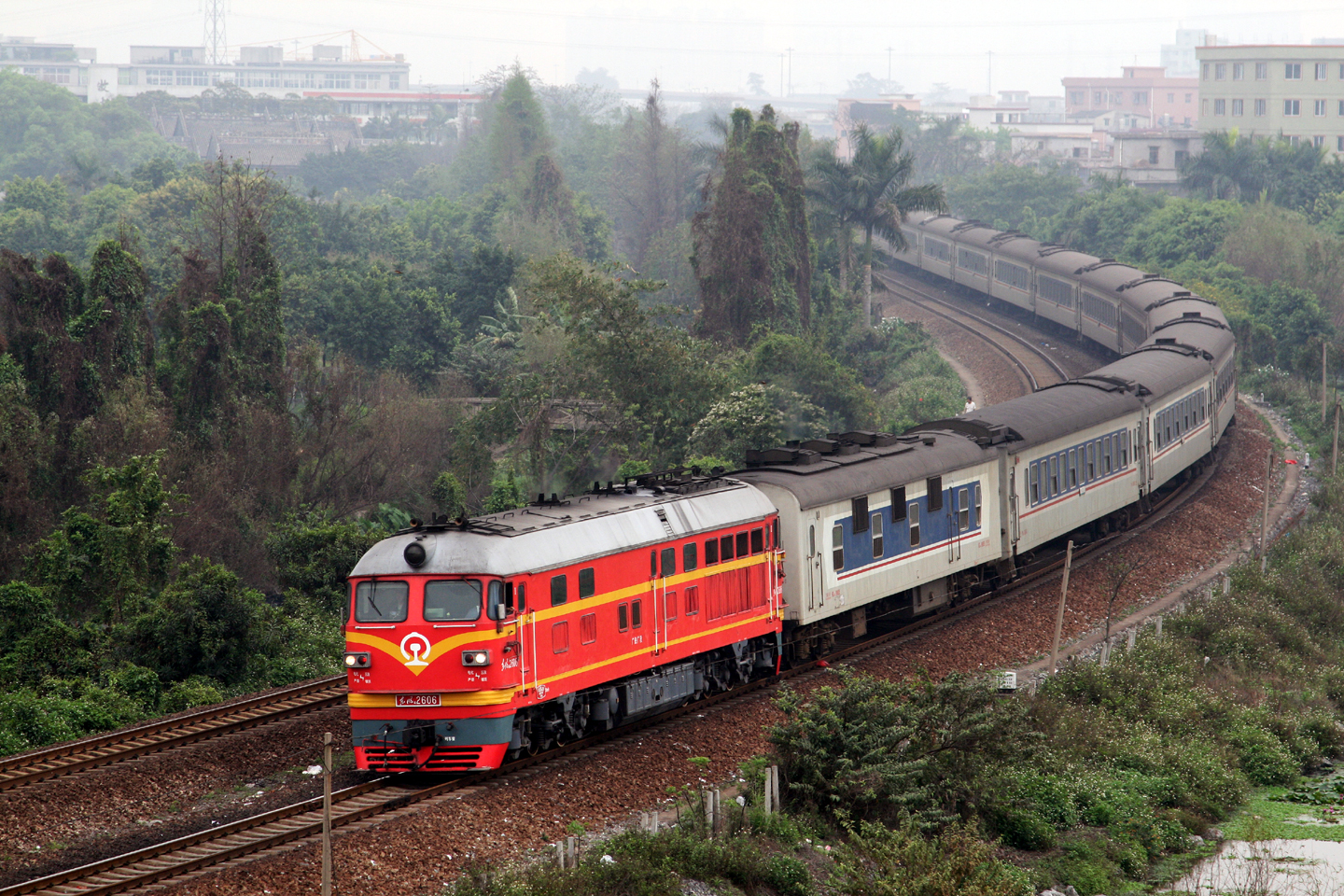
一列由DF4B牵引的三茂铁路股份有限公司客车穿行于三眼桥站附近

- 原三茂公司管辖的广茂铁路369km、益湛铁路马电段153km及云浮支线35km、石围塘线5km、三眼桥联络线6km；
- 原广梅汕公司管辖的京九铁路定南至东莞东段双线302km、漳龙铁路琥市至龙川单线229km、畲汕铁路畲江至汕头单线135km、4条联络线6km；
- 原赣韶公司管辖的赣韶铁路正线178km、南康下行疏解线5km、韶关上行疏解线7km及改建京广铁路0.569km、京九线1.376km。

## 机构设置
根据有关规定，广东铁路有限公司设置（控股）下列机构（企业）：

### 职能机构

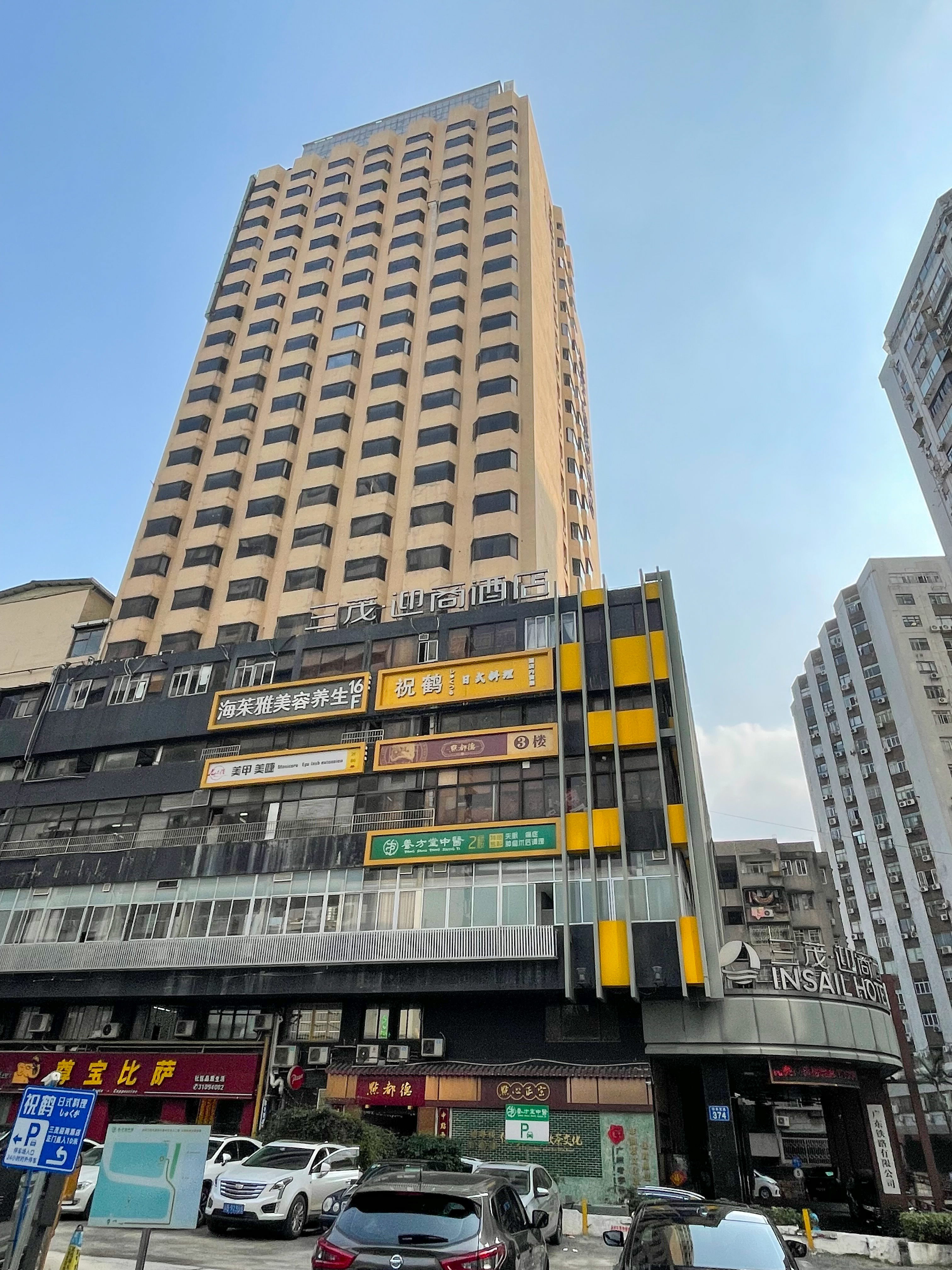
三茂大酒店

- 综合管理部（党群工作部）
- 经营管理部
- 计划财务部
- 人力资源部
- 企业发展部

### 直属单位
- 三茂大酒店

### 运输站段

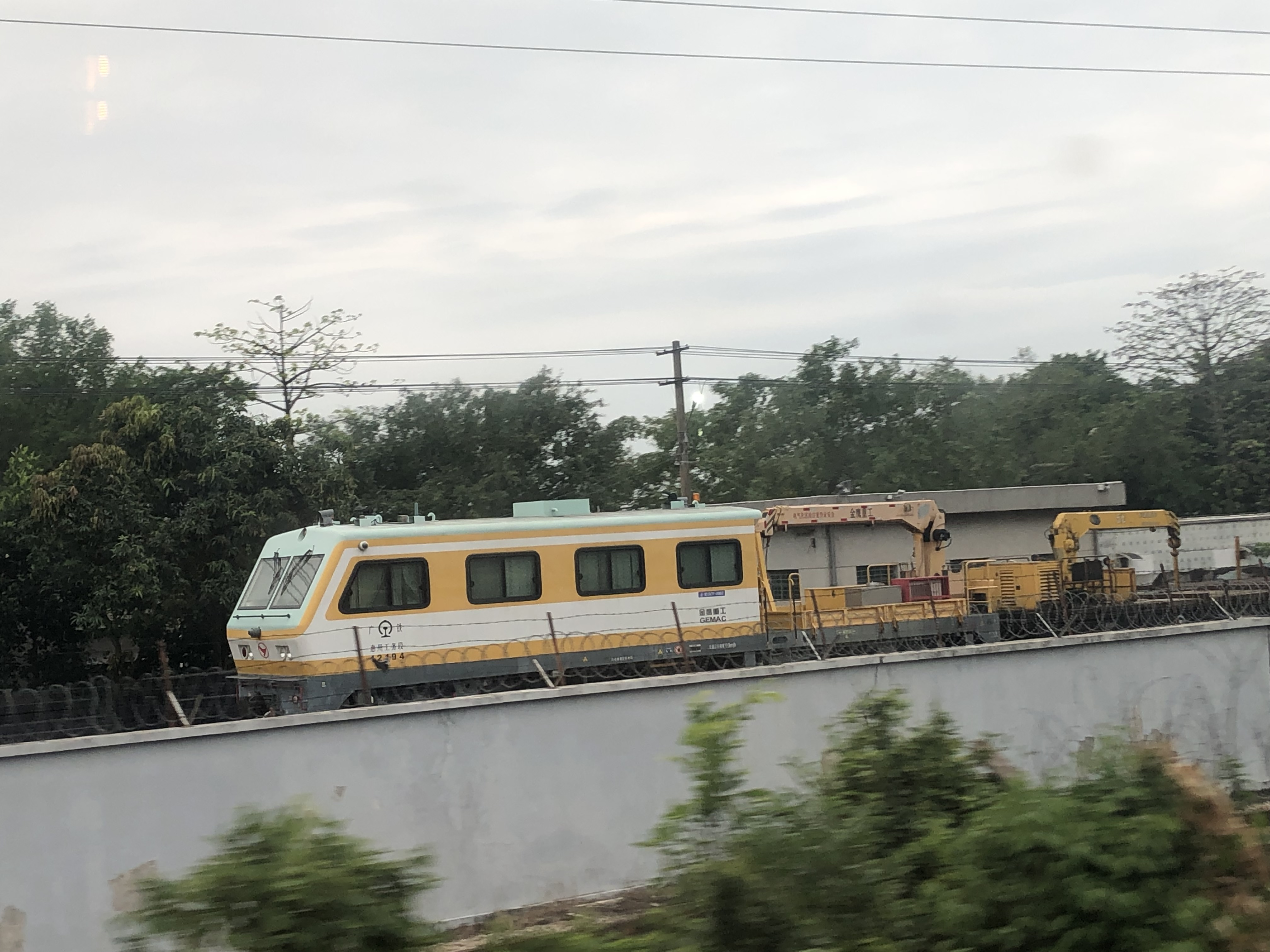
惠州工务段的接触网检修车

- 车务段
  - 惠州车务段
  - 肇庆车务段
- 机务段
  - 汕头机务段
- 工务段
  - 惠州工务段
  - 肇庆工务段
- 电务段
  - 惠州电务段
  - 肇庆信号水电段
- 房建公寓段
  - 惠州房建公寓段

### 控股企业
- 中铁信息计算机工程有限责任公司 1.6%
- 中铁（阳江）铁路有限公司 51.77437%
- 佛山市三茂小塘西货场服务有限公司 100%
- 广东三茂铁路肇庆工程有限公司 100%